# 黑始麗盲蝽
黑始麗盲蝽（学名：Prolygus niger）为盲蝽科麗盲蝽屬下的一个种。其种加词“niger”意为“黑色的”。